# Halsegårdaån
Halsegårdaån is een van de (relatief) kleine riviertjes die het Zweedse eiland Gotland rijk is. De Halsegårdaån stroomt van noord naar zuid. Naamgever is de oude boerderij Halsegårda.